# Sony Pictures Entertainment
Pour les articles homonymes, voir Sony (homonymie).

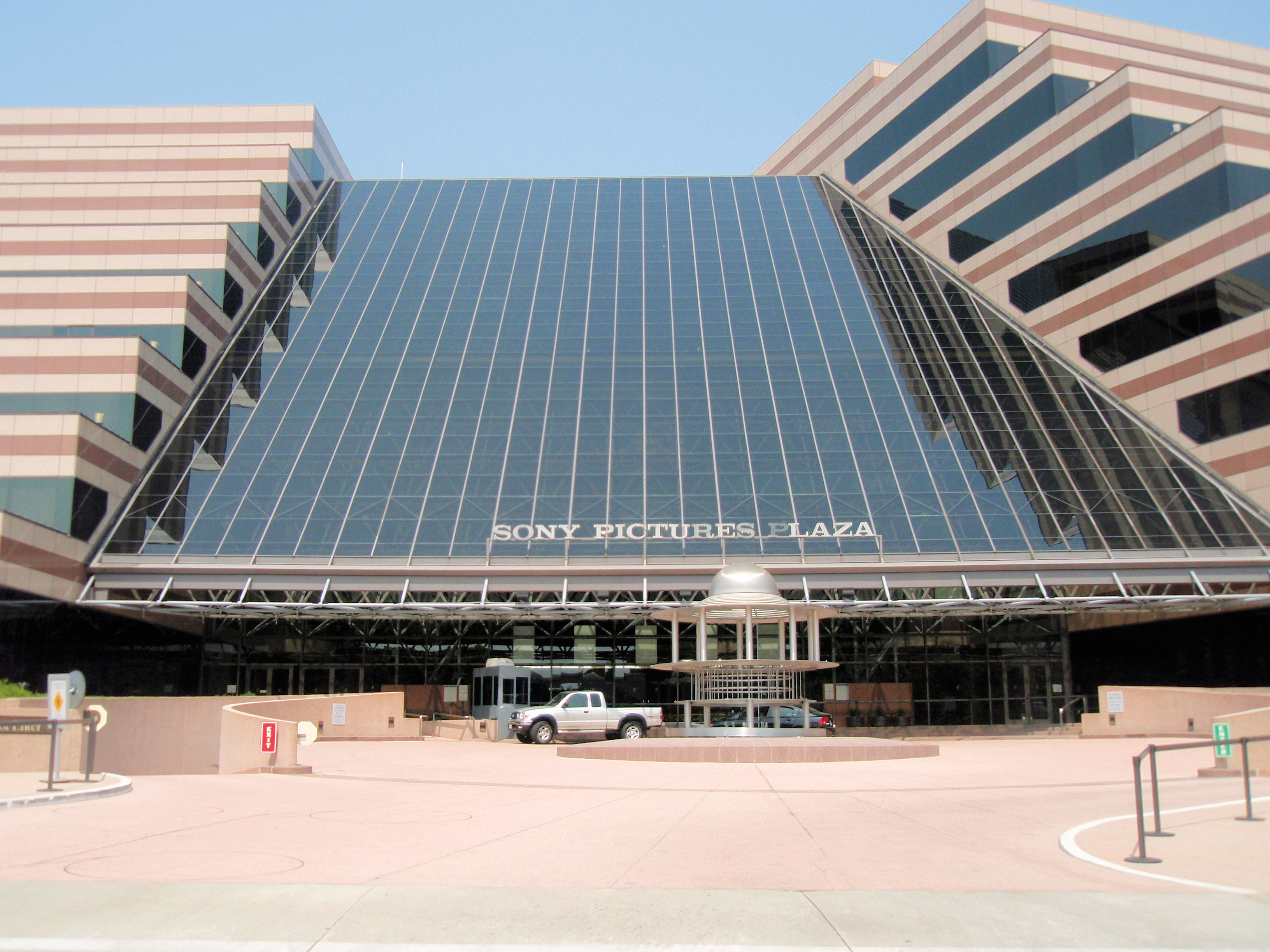
Le Sony Pictures Plaza à Culver City

Sony Pictures Entertainment  (SPE) est une société américaine de la Sony Corporation of America, elle-même filiale du géant japonais de l'électronique grand public Sony. Son siège social est situé à Culver City en Californie.
Les activités de Sony Pictures sont la production et la distribution de films de cinéma et de programmes télévisés en salle, à la télévision, en vidéo et sur Internet.
Le studio compte parmi ses principales franchises Spider-Man, Men in Black, ou 21 Jump Street.

## Histoire
La société a été fondée à l'occasion de l'achat des studios Columbia Pictures pour 5 milliards de dollars par Sony en 1989.
Le 26 juin 1991, Sony au travers de Columbia Pictures achète les Culver Studios à Los Angeles pour 80 millions d'USD, une parcelle de 17 acres (68 797 m2) comprenant 14 plateaux. Le label avait loué les studios détenus par Gannett pour des productions Hook ou la Revanche du capitaine Crochet (1991) et Bugsy (1991).
En décembre 2014, Sony Pictures Entertainment est victime d'un piratage massif de ses données, revendiqué par le groupe « Guardian of Peace ». Cette attaque informatique est l'une des plus importantes jamais subies par une entreprise aux États-Unis, qui accusent la Corée du Nord d'en être responsable.
En août 2016, Sony Pictures annonce l'acquisition des activités liés au sport de l'entreprise indienne Zee Entertainment, qui concernent notamment des droits de retransmission de cricket et de football, pour 385 millions de dollars.
Le 7 décembre 2016, Disney, Sony et Paramount signent un partenariat avec l'application MyLingo pour fournir un doublage en espagnol dans les salles de cinémas américaines,
Le 14 août 2017, Sony Pictures Entertainment stoppe son partenariat de distribution cinématographique initié en 1997 avec Disney pour créer des unités de Sony Pictures Releasing en Thaïlande, à Singapour, aux Philippines et en Malaisie.
Le 2 février 2018, à la suite d'un changement de direction à la tête de Sony, une rumeur de vente de Sony Pictures se répand dans la presse,, Sony détenant entre autres les droits de Spider-Man.

## Liste des sociétés de Sony Pictures

### Production cinématographique
- Sony Pictures Motion Picture Group
  - Columbia Pictures
    - Ghost Corps

  - TriStar
  - Screen Gems
  - Sony Pictures Imageworks
  - Sony Pictures Animation
  - Sony Pictures Classics
  - 3000 Pictures
  - Sony Pictures Releasing
    - Sony Pictures Releasing International

  - Sony Pictures International Productions
    - Sony Pictures India

  - Sony Pictures Worldwide Acquisitions
    - Destination Films
    - Stage 6 Films
    - Affirm Films
      - Great American Pure Flix

### Production télévisée
- Sony Pictures Television
  - Sony Pictures Television Studios
  - TriStar Television
  - Affirm Television
  - Embassy Row
  - Sony Pictures Television Kids
  - Sony Pictures Television Game Show
    - Califon Productions
    - Jeopardy Productions

  - Sony Pictures Television Music Development
  - Sony Pictures Television Nonfiction
    - 19 Entertainment
    - B17 Entertainment
    - House of NonFiction
    - Maxine
    - Sharp Entertainment
    - The Intellectual Property Corporation
    - This Machine Filmworks
    - Trilogy Films
    - UNConventional Entertainment
- Sony Pictures Television International Production
  - Bad Wolf
  - Blueprint Pictures (participation minoritaire)
  - Curio Pictures
  - Eleven
  - Eleventh Hour Films
  - Fable Pictures
  - Floresta
  - Huaso
  - Human Media
  - Left Bank Pictures
  - Palladium Fiction
  - Satisfy
  - Stolen Picture
  - Stellify Media
  - Teleset
  - Toro Media
  - The Whisper Group

### Vidéo
- Sony Pictures Home Entertainment
  - Sony Pictures Kids Zone
  - Kartoon Studios (7%)

### Télévision
- Sony Pictures Television Networks
  - Game Show Network, LLC
    - Game Show Network
    - Game Show Central

  - Get
  - Sony Cine
  - Sony Movie Channel
  - AXN
    - AXN Crime
    - AXN Sci Fi
    - AXN Beyond
    - AXN Mystery
    - AXN Black
    - AXN Spin
    - AXN White
    - AXN Movies

  - Sony Channel
    - Sony Turbo
    - Sony Sci-fi

### Autres divisions
- Columbia TriStar Marketing Group
- Crunchyroll, LLC
  - Crunchyroll
  - Funimation
  - Crunchyroll UK and Ireland
  - Crunchyroll Store Australia
  - Crunchyroll EMEA
    - Crunchyroll SAS
    - Crunchyroll SA
    - Crunchyroll GmbH

  - Crunchyroll Games
  - Crunchyroll Store
  - Crunchyroll Channel
- Madison Gate Records
- Pixomondo
- Sony Pictures Consumer Products
- Sony Pictures Cable Ventures, Inc.
- Sony Pictures Europe
- Sony Pictures Family Entertainment Group
- Sony Pictures Interactive
- Sony Pictures Studios
- Sony Pictures Studios Post Production Facilities
- Worldwide Product Fulfillment

## Liste des sociétés liées à Sony Pictures
Les sociétés suivantes sont liées ou utilisent le nom de Sony Pictures Entertainment mais ne sont pas des filiales du studio et ne sont pas gérées par le siège en Californie. Il s'agit de sociétés gérées directement par la maison mère, Sony Corporation, au Japon ou d'autres filiales de cette dernière.
- Sony Pictures Entertainment Japan
  - Animax (co-détenue)
  - Kids Station (67%)
  - Madhouse (5%)
  - Music On! TV (co-détenue)
- Sony Pictures Digital Productions Inc.
  -     - Sony Station
    - Sony Pictures Network
    - Sony Pictures Digital Networks
      - SPiN
      - SoapCity
      - Screenblast
      - Advanced Platform Group APG
- Sony Pictures Networks India / Culver Max Entertainment Pvt. Ltd.
  - Sony Entertainment Television
  - Sony Aath
  - Sony BBC Earth (50%)
  - Sony Kal
  - Sony Marathi
  - Sony Max
  - Sony Max 2
  - Sony Pal
  - Sony Pictures Networks Productions
  - Sony Pix
  - Sony SAB
  - Sony Sports Network
    - Sony Sports Ten 1
    - Sony Sports Ten 2
    - Sony Sports Ten 3
    - Sony Sports Ten 4
    - Sony Sports Ten 5

  - Sony Wah
  - Sony YAY!
  - Studio NEXT

## Données économiques
| Studio                      | Bénéfice 2016 | Chiffre d'affaires 2016 |
| --------------------------- | ------------- | ----------------------- |
| Fox Entertainment Group     | 1 300         | 8 500                   |
| NBCUniversal                | 697           | 6 400                   |
| Paramount Pictures          | −364          | 2 800                   |
| Sony Pictures Entertainment | 440           | 8 000                   |
| Walt Disney Studios         | 2 500         | 9 200                   |
| Warner Bros.                | 1 700         | 13 000                  |

## Activité de lobbying auprès des institutions de l'Union européenne
Sony Pictures Entertainment est inscrit depuis 2015 au registre de transparence des représentants d'intérêts auprès de la Commission européenne. La société a déclaré en 2015 pour cette activité des dépenses d'un montant compris entre 50 000 et 100 000 euros.